# Павел Алеппский
Па́вел Але́ппский (араб. بولس ابن مكاريوس الزعيم الحلبي‎ — Булос ибн Макариус аз-Заим ал-Халеби; родился около 1627 года, Халеб, Османская империя — умер в конце января или февраля 1669 года, Тифлис, Картлийское царство) — архидиакон Антиохийской православной церкви, путешественник, писатель.

## Биография
Родился около 1627 года в Халебе, Османская империя, в семье православного священника-араба, в 1647 году ставшего Антиохийским патриархом Макарием III. Стал известен, как автор важных в историко-этнографическом отношении записок о России, Украине, Молдавии и Валахии (Румынии), которые Павел Алеппский вместе с Макарием посетил в середине XVII века. Украину Павел Алеппский называет в своих записках «землей казаков», или «страной казаков», а Россию — «землей московской». Записки Павла Алеппского представляют собой своего рода отчёт о совершённой поездке, в них описываются страны, в которых побывали отец с сыном, крупные и значимые города того периода и их достопримечательности, в первую очередь, монастыри и церкви, быт местных жителей, характеристики политических и церковных деятелей.
В 1654—1656 годах Павел Алеппский побывал в России, посетив под конец своего путешествия Москву, чему посвящена бо́льшая часть его трудов. В период нахождения в Москве приглашён царём Алексеем Михайловичем на литургию в Евдокиевскую церковь Московского кремля, о чём оставил воспоминание.
Умер в Тифлисе, на обратном пути из своего второго путешествия в Москву. Это произошло в начале 1669 года, хотя точная дата его смерти неизвестна.

## Труды
Писал на арабском языке. Оригинал его книги издан фрагментарно. Текст переводился по рукописям на английский («The Тravels of Macarius», Лондон, 1836), русский («Путешествие антиох. патр. Макария». — М., 1896—1899, переиздан в 2005 г.) и другие языки. Наиболее полный перевод опубликован в России в 2012 году издательством «Общества сохранения литературного наследия», при поддержке Издательского Совета РПЦ и Отдела рукописей РГБ.
Записки Павла Алеппского разделены переводчиками на пятнадцать книг: первая рассказывает о посещении Константинополя, вторая описывает Молдавию, третья — Валахию, четвёртая и начало пятой — Малороссию. С пятой книги начинаются описания трёхгодичного путешествия Павла со своим отцом по России. В шестой книге описываются Коломна и Тула, с седьмой по десятую — Москва и Троице-Сергиев монастырь, одиннадцатая книга повествует о Новгороде и Твери. Последние четыре книги описывают обратный путь в Алеппо (Халеб), проходящий по Украине, Молдавии и Валахии.

## Публикации
- Путешествие антиохийскаго патриарха Макария в Россию в половине XVII века, описанное его сыном, архидиаконом Павлом Алеппским. Перевод с арабскаго Г. Муркоса. (По рукописи Московскаго Главнаго Архива Министерства Иностранных Дел). Вып. I. (От Алеппо до земли казаков). М. 1896. Архивная копия от 15 января 2022 на Wayback Machine Вып. II. (От Днестра до Москвы). М. 1897. Архивная копия от 15 января 2022 на Wayback Machine Вып. III. (Москва). М. 1898. Архивная копия от 15 января 2022 на Wayback Machine Вып. IV. (Москва, Новгород и путь от Москвы до Днестра). М. 1898. Архивная копия от 15 января 2022 на Wayback Machine Вып. V. (Обратный путь. Молдавия и Валахия. Малая Азия и Сирия. Результаты путешествия). М. 1900. Архивная копия от 15 января 2022 на Wayback Machine
- Павел Алеппский, архидиакон. Путешествие Антиохийского патриарха Макария в Россию в половине XVII века, описанное его сыном, архидиаконом Павлом Алеппским / Пер. с араб. Г. А. Муркоса. — 2-е изд. — Москва: Общество сохранения литературного наследия (ОСЛН), 2012. — Т. Выпуск 2. От Днестра до Москвы; Книга V. От Киева до Коломны. — С. 226—229. — 728 с. — ISBN 978-5-902484-46-2. (По рукописи Московского Главного Архива Министерства Иностранных Дел)